# Fancy Nancy Clancy
Fancy Nancy Clancy (Fancy Nancy) è una serie animata statunitense sviluppata da Jamie Mitchell e Krista Tucker, prodotta da Disney Television Animation per Disney Junior e basata sui libri di Jane O'Connor. La serie animata è andata in onda su Disney Junior dal 13 luglio 2018 negli USA e dal 14 luglio in Canada. In Italia va in onda su Disney Junior.

## Trama
Nancy Clancy è una bambina di 6 anni di Plainfield nell'Ohio che crea abbigliamenti per ogni stagione.

## Episodi
| Stagione         | Episodi | Prima TV originale | Prima TV italiana |  |
| ---------------- | ------- | ------------------ | ----------------- |  |
| Prima stagione   | 25      | 2018-2019          | 2019              |  |
| Seconda stagione | 25      | 2019-2021          | 2025              |  |
| Terza stagione   | 13      | 2021-2022          | 2025              |  |

## Personaggi e doppiatori
| Personaggio | Doppiatore originale | Doppiatore italiano |
| ----------- | -------------------- | ------------------- |
| Nancy       | Mia Sinclair Jenness | Chiara Fabiano      |
| Mamma       | Alyson Hannigan      | Francesca Manicone  |
| Papà        | Rob Riggle           | Alessandro Budroni  |
| JoJo        | Spencer Moss         | Anita Ferraro       |
| Bree        | Dana Heath           | Sara Vidale         |